# Municipio di Annecy
Il Municipio di Annecy (in francese: Hôtel de ville d'Annecy) è un edificio storico, sede municipale della città di Annecy in Alta Savoia.

## Storia
L'edificio venne eretto nella prima metà del XIX secolo, quando Annecy e tutta la Savoia erano parte del Regno di Sardegna.
Un primo progetto per un nuovo municipio per la città di Annecy che andasse a sostituire quello vecchio, divenuto troppo piccolo, venne redatto nel 1836 dall'architetto ginevrino Samuel Vaucher-Crémieux. Questo venne tuttavia scartato per via della sua eccessiva importanza.
Dieci anni più tardi, nel 1846, si approvarono invece i piani dell'edificio attuale, progettato da Francesco Justin, i cui lavori di costruzione si protrassero tra il 1847 e il 1851.
Il 14 novembre 2019 il palazzo è gravemente danneggiato da un incendio.

## Descrizione
Il palazzo è di stile neoclassico, all'epoca molto impiegato negli edifici pubblici del Regno di Sardegna. Presenta un'imponente e simmetrica facciata con quattro colonne ioniche sormontate da un frontone.

## Galleria d'immagini

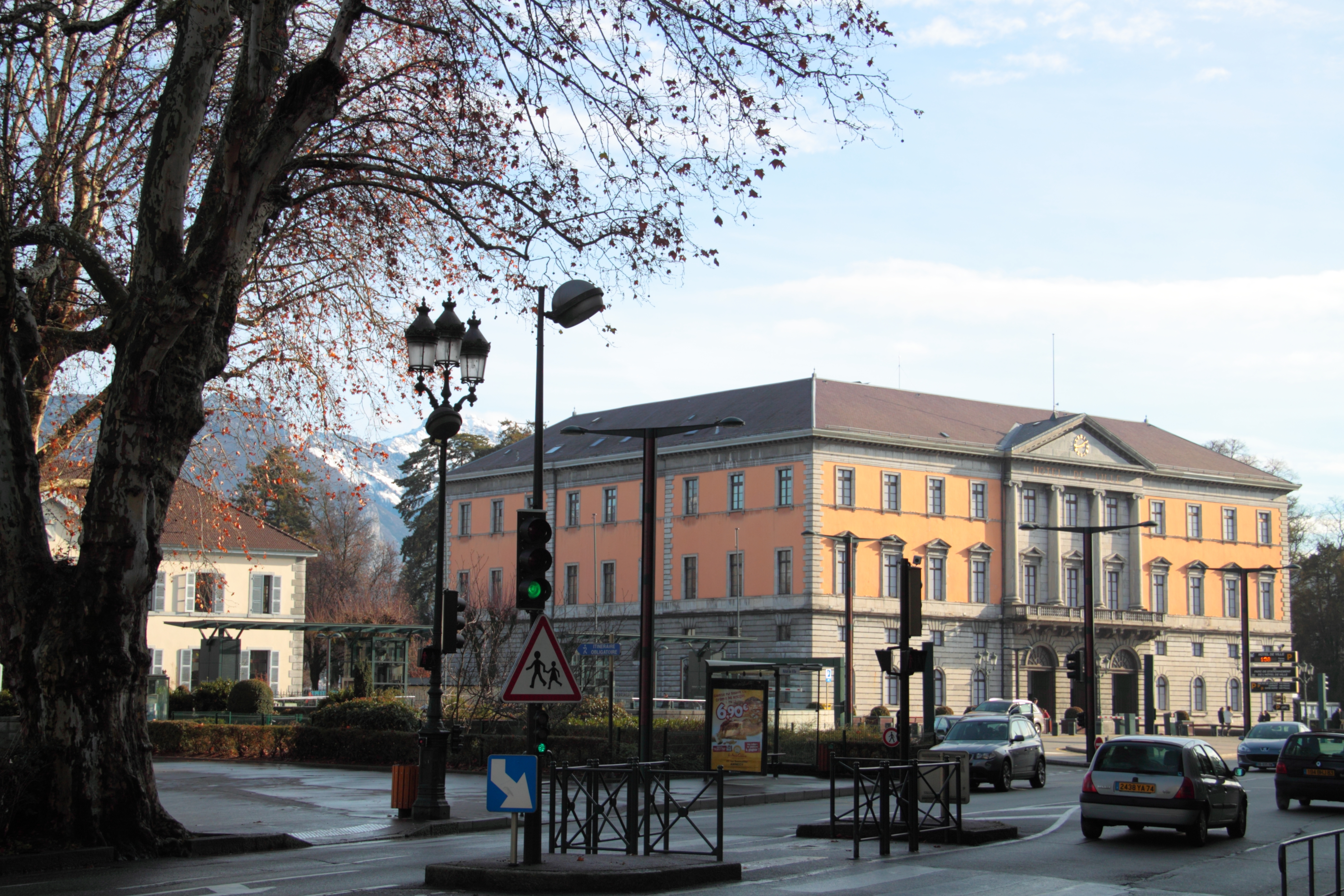
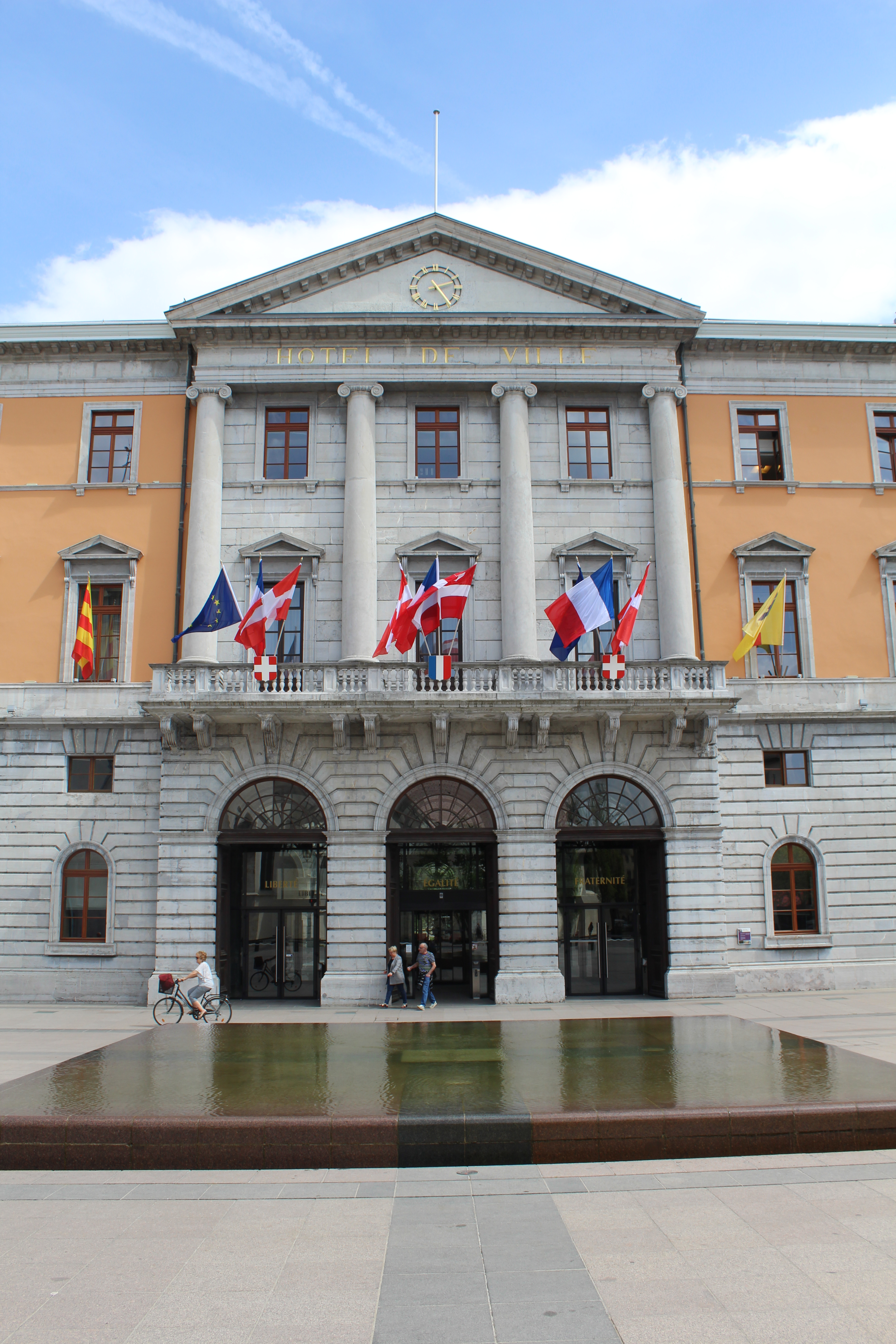
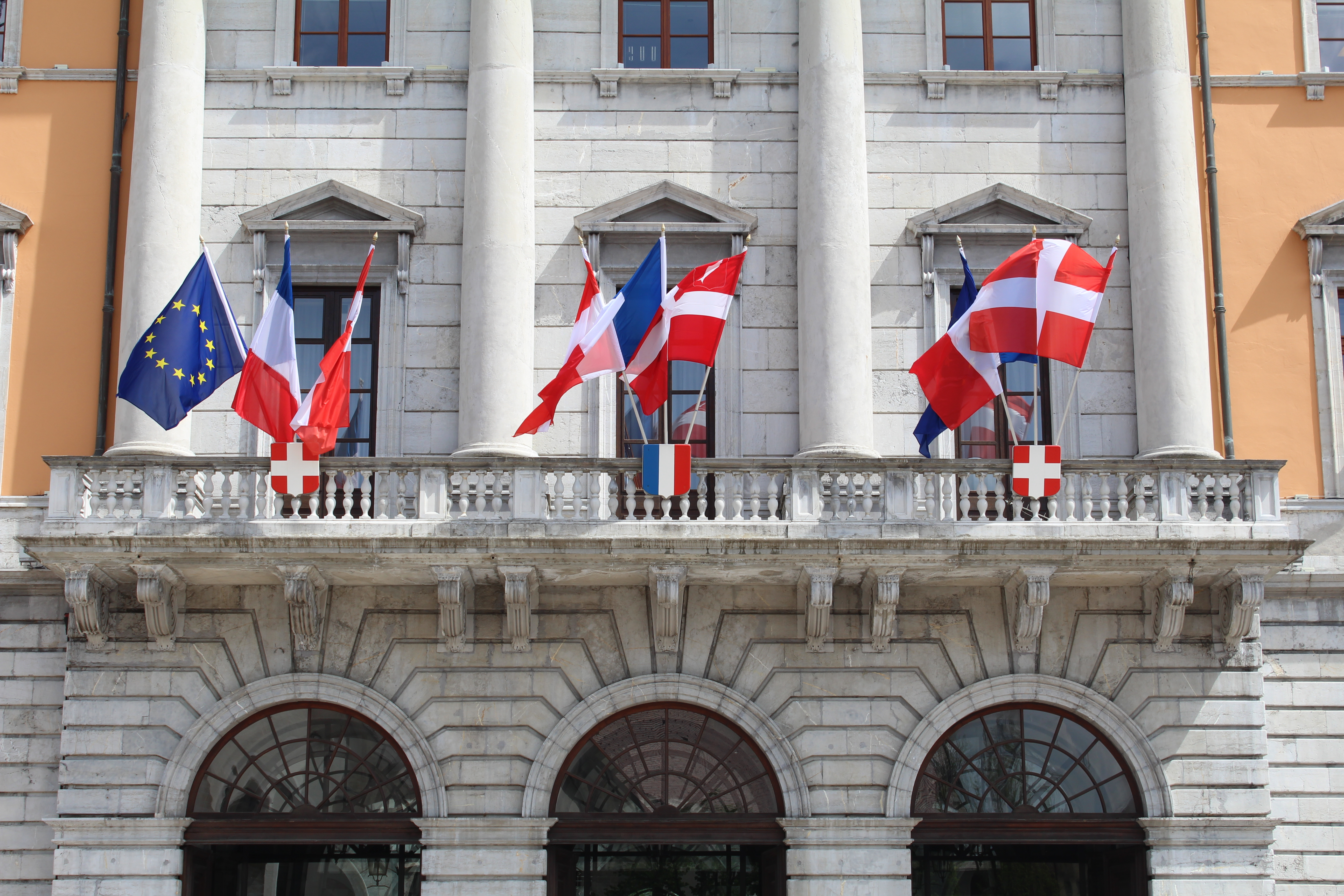